# Élément cis-régulateur
Un élément cis-régulateur est une séquence d'ADN capable de moduler l'expression d'un gène présent (en général) sur le même chromosome. 
La notion de séquence cis s'oppose à celle de facteur trans qui désigne quant à elle les facteurs de transcription agissant sur ces séquences cis.

## Découverte
Historiquement, la définition des facteurs cis est expérimentale : un facteur agit en cis si l'on ne peut pas le transcomplémenter, c'est-à-dire que l'on n'obtient pas l'effet de modulation si on transfecte un plasmide contenant la séquence correspondante associé à un promoteur dans la cellule.

## Eléments cis-régulateur

### Définition générale
- Séquences inférieures à 20 nucléotides ;
- le plus souvent situé en amont du site d'initiation (sauf exception : régulation en amont du gène dans la région 5'UTR, c’est-à-dire dans la région promotrice du gène), mais aussi possiblement situés dans les introns;
- certaines de ces séquences confèrent une spécificité tissulaire d'expression aux gènes qui les possèdent ;
- d'autres sont la cible de facteur transcriptionnels (facteur trans) dont la fixation ou l'activation est sous contrôle de stimuli intra ou exta cellulaires (comme les hormones par exemple).

### Différentes régions cis
Il existe deux types de séquences CIS agissant dans la régulation des gènes :
- Les séquences cis régulatrices à position parfaitement définie
- Les séquences cis régulatrices à localisation variable

#### Séquences à position parfaitement définie
- Possèdent une séquence spécifique,
- ont une position non modifiable,
- correspondent aux régions promotrices (TATA box,..) et aux response elements

#### Séquences à localisation variable
- Souvent très éloignées du gène : en amont/aval/dans les introns ou sur un autre brin de l'ADN.

Comprend deux types particuliers :
- Séquence stimulatrice = enhancers, qui permettent l'activation de certains gènes dans des tissus particuliers.
- Séquence inhibitrice = silencers, impliquée dans la répression des gènes.